# Copa do Mundo FIFA de Futebol de Areia de 2009
A Copa do Mundo FIFA de Futebol de Areia de 2009 realizou-se na praia de Jumeirah no Dubai, Emirados Árabes Unidos, entre os dias 16 e 22 de Novembro. Foi a 15º edição do campeonato, a quinta organizada pela FIFA. Foi também a segunda realizada em outra localidade a não ser no Brasil, após o Campeonato do Mundo de 2008, que teve lugar em Marselha, na França. Essa foi a última edição anual da competição, passando a ser realizada a cada dois anos sendo a próxima em 2011.
O Brasil conquistou o quarto título entre os torneios organizados pela FIFA, ao vencer a Suíça na final por 10 a 5.

## Qualificação
Neste campeonato participaram as melhores 16 equipas do mundo em futebol de praia. Realizaram-se vários torneios de qualificação para averiguar as 16 finalistas.
Deste modo, cada uma das Confederações de Futebol qualificou algumas das sua selecções através de torneios organizados pela Beach Soccer World Wide.

## Equipas classificadas
As equipas classificadas para a competição foram:
| Zona asiática - Bahrein - Japão Zona africana - Costa do Marfim - Nigéria Zona sul-americana - Brasil - Uruguai - Argentina Zona da Oceania - Ilhas Salomão | Zona europeia - Espanha - Itália - Portugal - Rússia - Suíça Zona norte, centro americana e caribenha - El Salvador - Costa Rica País anfitrião - Emirados Árabes Unidos |

## Árbitros
Esta é a lista de árbitros que atuaram na Copa do Mundo de Futebol de Areia de 2009:
| CAF - EGY Mohamed Morsi - NGA Jelili Ogunmuyiwa AFC - OMA Turki Al Salehi - KUW Abbas Alshammari - CHN Geng Zhiwei - THA Sanya Kantaviti - SYR Amein Massoud - JPN Tasuku Onodera - UAE Faisal Sallam | UEFA - TUR Serdar Akcer - POR João Carlos de Almeida - RUS Alexander Berezkin - ESP Rubén Eiriz - LVA Aleksejs Griscenko - AZE Afgan Hamzayev - UKR Petro Ivanov - HUN István Meszáros - FRA Sylvain Palhies - ITA Fabio Polito - NED George Postma | UEFA (continuação) - LTU Sergejus Slyva - SUI Christian Zimmermann CONCACAF - CRC Erick Chavarría CONMEBOL - URU Javier Bentancor - CHI René De La Rosa - BRA Ivo de Moraes - ARG Juan Rodríguez - ECU Gonzalo Villavicencio |

## Fase de grupos
|  | Equipes classificadas à fase final |
|  | Equipes eliminadas                 |

### Grupo A
| Selecção               | Pts | J | V | V+ | D | GM | GS | +/- |
| ---------------------- | --- | - | - | -- | - | -- | -- | --- |
| Uruguai                | 6   | 3 | 2 | 0  | 1 | 12 | 8  | +4  |
| Portugal               | 6   | 3 | 2 | 0  | 1 | 14 | 8  | +6  |
| Emirados Árabes Unidos | 3   | 3 | 1 | 0  | 2 | 12 | 12 | 0   |
| Ilhas Salomão          | 3   | 3 | 1 | 0  | 2 | 9  | 19 | -10 |

Todas as partidas seguem o fuso horário local (UTC+4).
| 16 de Novembro | Uruguai                                                          | 6 – 7     | Ilhas Salomão                                                | Praia de Jumeirah, Dubai               |
| 13:30          | Ricar 3' (pen), 32' · Martín 10', 29' · Pampero 29' · Fabián 31' | Relatório | Laua 6', 15', 15' · Hosea 8' · Makaa 9' · Wale 11' · Omo 22' | Público: 150 Árbitro: ITA Fabio Polito |

| 16 de Novembro | Emirados Árabes Unidos                                                                | 5 – 7     | Portugal                                                                        | Praia de Jumeirah, Dubai                 |
| 19:30          | Al Mesaabi 1' · Sadeqi 6' · Alabadla 8' · K. Albalooshi 25' (pen) · I. Albalooshi 28' | Relatório | Zé Maria 20' · Belchior 24' (pen) · Madjer 27', 31', 33' · Alan 27' · Bilro 28' | Público: 5,000 Árbitro: TUR Serdar Akcer |

| 17 de Novembro | Portugal     | 1 – 2     | Uruguai      | Praia de Jumeirah, Dubai                 |
| 15:00          | Belchior 18' | Relatório | Coco 7', 35' | Público: 900 Árbitro: JPN Tasuku Onodera |

| 17 de Novembro | Ilhas Salomão | 1 – 7     | Emirados Árabes Unidos                                                                              | Praia de Jumeirah, Dubai                    |
| 19:30          | Hale 1'       | Relatório | K. Albalooshi 1', 6' · I. Albalooshi 13' · Alabadla 22' · Al Mesaabi 24' · Sadeqi 30' · Ranjbar 31' | Público: 4,000 Árbitro: FRA Sylvain Palhies |

| 18 de Novembro | Portugal                                                          | 6 – 1     | Ilhas Salomão | Praia de Jumeirah, Dubai                   |
| 16:30          | Madjer 1', 6' · Zé Maria 10' · Belchior 29', 32' · Bruno Novo 36' | Relatório | Hosea 12'     | Público: 2,000 Árbitro: AZE Afgan Hamzayev |

| 18 de Novembro | Emirados Árabes Unidos | 0 – 4     | Uruguai                                  | Praia de Jumeirah, Dubai                       |
| 19:30          |                        | Relatório | Ricar 2', 34' · Pampero 10' · Martín 28' | Público: 6,000 Árbitro: RUS Alexander Berezkin |

### Grupo B
| Selecção        | Pts | J | V | V+ | D | GM | GS | +/- |
| --------------- | --- | - | - | -- | - | -- | -- | --- |
| Japão           | 8   | 3 | 2 | 1  | 0 | 15 | 9  | +6  |
| Espanha         | 6   | 3 | 2 | 0  | 1 | 21 | 14 | +7  |
| Costa do Marfim | 3   | 3 | 1 | 0  | 2 | 15 | 18 | -3  |
| El Salvador     | 0   | 3 | 0 | 0  | 3 | 11 | 21 | -10 |

Todas as partidas seguem o fuso horário local (UTC+4).
| 16 de Novembro | Costa do Marfim                                       | 7 – 6     | El Salvador                                                        | Praia de Jumeirah, Dubai                  |
| 15:00          | Ehounou 1', 21', 26', 27', 36' · Daniel 12' · Aka 23' | Relatório | Hernández 7', 29' · Ruiz 7' (pen) · Torres 8' · Velásquez 11', 11' | Público: 100 Árbitro: HUN István Meszáros |

| 16 de Novembro | Espanha                                                              | 5 – 5 (pro) | Japão                                           | Praia de Jumeirah, Dubai                     |
| 18:00          | Oda 7' (g.c.) · Juanma 18' · Javier Torres 22' · Nico 24' · Wayo 39' | Relatório   | Toma 14' · Tabata 15', 26' · Higa 16' · Oda 38' | Público: 3,500 Árbitro: URU Javier Bentancor |

|                   |       | Penalidades          |  |
| Nico Juanma Kuman | 2 – 3 | Yamauchi Makino Higa |  |

| 17 de Novembro | Japão                              | 3 – 2     | Costa do Marfim        | Praia de Jumeirah, Dubai                 |
| 13:30          | Makino 11' · Toma 26' · Tabata 32' | Relatório | Aka 10' · Ouattara 17' | Público: 200 Árbitro: LTU Sergejus Slyva |

| 17 de Novembro | El Salvador              | 3 – 7     | Espanha                                                                                            | Praia de Jumeirah, Dubai                   |
| 16:30          | Ruiz 7', 14' · Garay 22' | Relatório | Amarelle 7' · Javier Torres 14', 31' · Nico 15' · Cristián Torres 22' · Wayo 26' · Javi Millos 34' | Público: 1,500 Árbitro: ARG Juan Rodríguez |

| 18 de Novembro | Espanha | 9 – 6     | Costa do Marfim                                          | Praia de Jumeirah, Dubai                  |
| 13:30          | Wayo 3' · Amarelle 11', 14' · Kuman 17' · Juanma 17', 28' · Cristián Torres 19' · Coulibaly 25' (g.c.) · Nico 28' | Relatório | Kabletchi 4', 25' · Diomande 10' · Ehounou 10', 17', 36' | Público: 600 Árbitro: CHI René De La Rosa |

| 18 de Novembro | Japão                                                                                | 7 – 2     | El Salvador                | Praia de Jumeirah, Dubai                   |
| 13:30          | Kawaharazuka 4' · Toma 6' · Maezono 7', 13' · Makino 8' · Oda 22' (pen) · Tabata 27' | Relatório | Hernández 22' · Torres 36' | Público: 350 Árbitro: KUW Abbas Alshammari |

### Grupo C
| Selecção   | Pts | J | V | V+ | D | GM | GS | +/- |
| ---------- | --- | - | - | -- | - | -- | -- | --- |
| Rússia     | 6   | 3 | 2 | 0  | 1 | 11 | 5  | +6  |
| Itália     | 5   | 3 | 1 | 1  | 1 | 7  | 6  | +1  |
| Argentina  | 5   | 3 | 1 | 1  | 1 | 11 | 6  | +5  |
| Costa Rica | 0   | 3 | 0 | 0  | 3 | 2  | 14 | -12 |

Todas as partidas seguem o fuso horário local (UTC+4).
| 16 de Novembro | Argentina                       | 2 – 3 (pro) | Itália                                       | Praia de Jumeirah, Dubai                  |
| 15:00          | E. Hilaire 15' · S. Hilaire 20' | Relatório   | Palmacci 19' · Pasquali 25' · Carotenuto 37' | Público: 2,500 Árbitro: UAE Faisal Sallam |

| 16 de Novembro | Rússia                                                                             | 5 – 1     | Costa Rica        | Praia de Jumeirah, Dubai                    |
| 16:30          | Krasheninnikov 6' (pen) · Shkarin 10' · Leonov 13' · Shishin 17' · Shakhmelyan 18' | Relatório | Cameron 29' (pen) | Público: 2,500 Árbitro: CHI René de La Rosa |

| 17 de Novembro | Costa Rica | 0 – 6     | Argentina                                                            | Praia de Jumeirah, Dubai                   |
| 13:30          |            | Relatório | F. Hilaire 14', 28' · E. Hilaire 15' · Dallera 19', 36' · Minici 30' | Público: 550 Árbitro: KUW Abbas Alshammari |

| 17 de Novembro | Itália      | 1 – 3     | Rússia                                        | Praia de Jumeirah, Dubai                |
| 18:00          | Palmacci 2' | Relatório | Leonov 25' · Shkarin 28' · Krasheninnikov 28' | Público: 3,000 Árbitro: ESP Rubén Eiriz |

| 18 de Novembro | Costa Rica  | 1 – 3     | Itália                                         | Praia de Jumeirah, Dubai                  |
| 15:00          | Sterling 9' | Relatório | Feudi 8' · Carotenuto 10' (pen) · Palmacci 35' | Público: 200 Árbitro: HUN István Meszáros |

| 18 de Novembro | Rússia                           | 3 – 3 (pro) | Argentina                             | Praia de Jumeirah, Dubai                 |
| 15:00          | Shaykov 3', 13' · Shakhmelyan 5' | Relatório   | Franceschini 3' · F. Hilaire 26', 36' | Público: 2,500 Árbitro: TUR Serdar Akcer |

|                                |       | Penalidades                         |  |
| Leonov Shishin Shkarin Makarov | 3 – 4 | E. Hilaire Leguizamón Galván Minici |  |

### Grupo D
| Selecção | Pts | J | V | V+ | D | GM | GS | +/- |
| -------- | --- | - | - | -- | - | -- | -- | --- |
| Brasil   | 9   | 3 | 3 | 0  | 0 | 23 | 8  | +15 |
| Suíça    | 6   | 3 | 2 | 0  | 1 | 15 | 11 | +4  |
| Nigéria  | 3   | 3 | 1 | 0  | 2 | 16 | 21 | -5  |
| Bahrein  | 0   | 3 | 0 | 0  | 3 | 9  | 23 | -14 |

Todas as partidas seguem o fuso horário local (UTC+4).
| 16 de Novembro | Suíça                                                                     | 6 – 5     | Bahrein                                              | Praia de Jumeirah, Dubai                    |
| 13:30          | Stankovic 7', 32' · Schirinzi 11' · Spaccarotella 12', 35' · M. Jäggy 34' | Relatório | Salem 2' (pen), 16', 34' · Abdulla 17' · Mubarak 27' | Público: 2,000 Árbitro: CRC Erick Chavarría |

| 16 de Novembro | Brasil                                                                                                   | 11 – 5    | Nigéria                                       | Praia de Jumeirah, Dubai                 |
| 21:00          | Sidney 1', 23' · Bueno 2' · Benjamin 7' · André 9' · Daniel 12', 26' · Bruno 15', 26', 27' · Betinho 28' | Relatório | Olawale 1', 30' · Tale 5', 30' · Ibenegbu 35' | Público: 2,500 Árbitro: UKR Petro Ivanov |

| 17 de Novembro | Nigéria               | 2 – 7     | Suíça                                                           | Praia de Jumeirah, Dubai                  |
| 15:00          | Olawale 14' · Abu 17' | Relatório | Spaccarotella 1' · Stankovic 1', 7', 14', 16' · M. Jäggy 3', 7' | Público: 350 Árbitro: CHI René de La Rosa |

| 17 de Novembro | Bahrein       | 1 – 8     | Brasil                                                                             | Praia de Jumeirah, Dubai                       |
| 21:00          | Almughawi 36' | Relatório | Buru 1', 3', 4', 29' · Bruno 10' · Daniel Souza 22' (pen) · André 31' · Daniel 36' | Público: 4,000 Árbitro: RUS Alexander Berezkin |

| 18 de Novembro | Nigéria                                                                                     | 9 – 3     | Bahrein                      | Praia de Jumeirah, Dubai                |
| 18:00          | Ezimorah 4' · Tale 8' · Agu 8', 9' · Ibenegbu 12', 21' · Abu 16' · Usman 30' · Okemmiri 24' | Relatório | Salem 6', 35' · Aldoseri 22' | Público: 3,500 Árbitro: CHN Geng Zhiwei |

| 18 de Novembro | Brasil                                          | 4 – 2     | Suíça             | Praia de Jumeirah, Dubai                  |
| 21:00          | Benjamin 10', 31' (pen) · André 29' · Bruno 35' | Relatório | Stankovic 1', 26' | Público: 6,000 Árbitro: UAE Faisal Sallam |

## Fases finais
|  | Quartas de final | Quartas de final |                |         | Semifinais     | Semifinais     |  |  | Final          | Final |
|  |                  |                  |                |         |                |                |  |  |                |       |
|  | 20 de Novembro   |                  |                |         |                |                |  |  |                |       |
|  |                  |                  |                |         |                |                |  |  |                |       |
|  | Japão            | 1                |                |         |                |                |  |  |                |       |
|  | Japão            | 1                | 21 de Novembro |         |                |                |  |  |                |       |
|  | Portugal         | 2                |                |         |                |                |  |  |                |       |
|  | Portugal         | 2                | Portugal       | 2       |                |                |  |  |                |       |
|  | 20 de Novembro   |                  | Portugal       | 2       |                |                |  |  |                |       |
|  |                  | Brasil           | 8              |         |                |                |  |  |                |       |
|  | Brasil           | Brasil           | 8              | 6       |                |                |  |  |                |       |
|  | Brasil           |                  | 22 de Novembro | 6       |                |                |  |  |                |       |
|  | Itália           | 4                |                |         |                |                |  |  |                |       |
|  | Itália           | 4                | Brasil         | 10      |                |                |  |  |                |       |
|  | 20 de Novembro   |                  | Brasil         | 10      |                |                |  |  |                |       |
|  |                  | Suíça            | 5              |         |                |                |  |  |                |       |
|  | Rússia           | Suíça            | 5              | 2       |                |                |  |  |                |       |
|  | Rússia           | 21 de Novembro   |                | 2       |                |                |  |  |                |       |
|  | Suíça            | 4                |                |         |                |                |  |  |                |       |
|  | Suíça            | 4                | Suíça          | 7       | Terceiro lugar | Terceiro lugar |  |  |                |       |
|  | 20 de Novembro   |                  | Suíça          | 7       | Terceiro lugar | Terceiro lugar |  |  |                |       |
|  |                  | Uruguai          | 4              |         |                |                |  |  |                |       |
|  | Uruguai (pro)    | Uruguai          | 4              | 3       | Portugal       | 14             |  |  |                |       |
|  | Uruguai (pro)    |                  |                | 3       | Portugal       | 14             |  |  |                |       |
|  | Espanha          | 2                |                | Uruguai | 7              |                |  |  |                |       |
|  | Espanha          | 2                |                |         | 7              |                |  |  |                |       |
|  |                  |                  |                |         |                |                |  |  | 22 de Novembro |       |
|  |                  |                  |                |         |                |                |  |  |                |       |

Todas as partidas seguem o fuso horário local (UTC+4).

### Quartos-finais
| 20 de Novembro | Japão      | 1 – 2     | Portugal                  | Praia de Jumeirah, Dubai                     |
| 16:30          | Uehara 26' | Relatório | Madjer 17' · Belchior 36' | Público: 5,000 Árbitro: URU Javier Bentancor |

| 20 de Novembro | Rússia                    | 2 – 4     | Suíça                              | Praia de Jumeirah, Dubai                  |
| 18:00          | Makarov 13' · Shishin 23' | Relatório | Stankovic 4', 13', 24' · Méier 33' | Público: 6,000 Árbitro: BRA Ivo de Moraes |

| 20 de Novembro | Brasil                                                 | 6 – 4     | Itália                            | Praia de Jumeirah, Dubai                |
| 19:30          | Sidney 6' · André 11', 17', 31' · Bruno 26' · Buru 36' | Relatório | Pasquali 17', 26' (pen), 26', 31' | Público: 6,000 Árbitro: ESP Rubén Eiriz |

| 20 de Novembro | Uruguai                           | 3 – 2 (pro) | Espanha                            | Praia de Jumeirah, Dubai                   |
| 21:00          | Martín 18' · Ricar 28' (pen), 37' | Relatório   | Amarelle 28' · Cristián Torres 32' | Público: 6,000 Árbitro: JPN Tasuku Onodera |

### Semifinais
| 21 de Novembro | Portugal             | 2 – 8     | Brasil                                                                                                  | Praia de Jumeirah, Dubai                   |
| 19:30          | Bilro 13' · Alan 34' | Relatório | Sidney 6' · Benjamin 8' · Bruno 12', 12' · Daniel 19' (pen) · Betinho 24' · Buru 26' · Daniel Souza 34' | Público: 6,000 Árbitro: JPN Tasuku Onodera |

| 21 de Novembro | Suíça                                                                     | 7 – 4     | Uruguai                                       | Praia de Jumeirah, Dubai                   |
| 21:00          | Stankovic 3', 12', 26', 29' · Spaccarotella 20' · Leu 30' · Rodrigues 36' | Relatório | Martín 24', 31' (pen) · Coco 27' · Matías 36' | Público: 5,000 Árbitro: LTU Sergejus Slyva |

### Terceiro lugar
| 22 de Novembro | Portugal | 14 – 7    | Uruguai                                                                                       | Praia de Jumeirah, Dubai                  |
| 19:30          | Torres 3', 5', 26' · Madjer 6', 13', 22', 24', 30', 36', 36' · Zé Maria 11' (pen), 21' · Miguel 16' (g.c.) · Coimbra 20' | Relatório | Coco 6' · Pampero 13' · Matías 18' · Alan 22' (g.c.) · Ricar 24' · Fabián 26' (pen) · Oli 32' | Público: 6,000 Árbitro: UAE Faisal Sallam |

### Final
| 22 de Novembro | Brasil | 10 – 5    | Suíça                                                                    | Praia de Jumeirah, Dubai                |
| 21:00          | André 6', 23' · Betinho 9', 24' · Buru 9', 15' · Daniel 12' · Benjamin 18' · Sidney 32' (pen) · Bueno 36' | Relatório | M. Jäggy 10' · Méier 31' · Rodrigues 32' · Schirinzi 34' · Stankovic 36' | Público: 6,000 Árbitro: ESP Rubén Eiriz |

## Premiação
| Copa do Mundo FIFA de Futebol de Areia |
| -------------------------------------- |
| Brasil Campeão (quarto título)         |

| Prêmio FIFA Bola de Ouro: | Prêmio FIFA Chuteira de Ouro: | Prêmio FIFA Luva de Ouro: | Troféu FIFA Fair Play: |
| ------------------------- | ----------------------------- | ------------------------- | ---------------------- |
| SUI Dejan Stankovic       | SUI Dejan Stankovic           | BRA Mão                   | Japão Rússia           |

## Artilharia
| 16 gols (1) - SUI Dejan Stankovic 13 gols (1) - POR Madjer 8 gols (4) - BRA André - BRA Bruno - BRA Buru - CIV Ludovic Ehounou 7 gols (1) - URU Ricar 6 gols (1) - URU Martín 5 gols (6) - BHR Rashed Salem - BRA Benjamin - BRA Daniel - BRA Sidney - ITA Roberto Pasquali - POR Belchior 4 gols (8) - ARG Federico Hilaire - BRA Betinho - ESP Amarelle - JPN Teruki Tabata - POR Zé Maria - SUI Mo Jäggy - SUI Sandro Spaccarotella - URU Coco 3 gols (16) - ESP Cristián Torres - ESP Javier Torres - ESP Juanma - ESP Nico - ESP Wayo | 3 gols (continuação) - ITA Paolo Palmacci - JPN Masahito Toma - NGA Bartholomew Ibenegbu - NGA Isiaka Olawale - NGA Victor Tale - POR Torres - SLV Agustín Ruiz - SLV Tomás Hernández - SOL Robert Laua - UAE Karim Albalooshi - URU Pampero 2 gols (30) - ARG Ezequiel Hilaire - BRA Bueno - BRA Daniel Souza - CIV Didier Kabletchi - CIV Frederic Aka - JPN Hirofumi Oda - JPN Masakiyo Maezono - JPN Shinji Makino - ITA Pasquale Carotenuto - NGA Azeez Abu - NGA Gabriel Agu - POR Alan - POR Bilro - RUS Anton Shkarin - RUS Dmitry Shishin - RUS Egor Shaykov - RUS Ilya Leonov - RUS Rustam Shakhmelyan - RUS Yury Krasheninnikov - SLV Frank Velásquez - SLV Walter Torres - SOL Gibson Hosea - SUI Angelo Schirinzi - SUI Michael Rodrigues - SUI Stephan Méier - UAE Bakhit Alabadla - UAE Ibrahim Albalooshi - UAE Qambar Sadeqi - UAE Rami Al Mesaabi - URU Fabián | 2 gols (continuação) - URU Matías 1 gol (33) - ARG Agustín Dallera - ARG Facundo Minici - ARG Luciano Franceschini - ARG Santiago Hilaire - BHR Ayoob Mubarak - BHR Husain Aldoseri - BHR Ebrahim Abdulla - BHR Ebrahim Almughawi - CIV Bassiriki Ouattara - CIV Kouassitchi Daniel - CIV Lacine Diomande - CRC Delbert Cameron - CRC Richard Sterling - ESP Javi Millos - ESP Kuman - ITA Simone Feudi - JPN Rikarudo Higa - JPN Takeshi Kawaharazuka - JPN Tomoya Uehara - NGA Chinedu Ezimorah - NGA Ogbonnaya Okemmiri - NGA Suleiman Usman - POR Bruno Novo - POR Coimbra - RUS Alexey Makarov - SLV Israel Garay - SOL Fred Hale - SOL Muri Makaa - SOL Omo - SOL Timothy Wale - SUI Stephan Leu - UAE Adel Ranjbar - URU Oli Gols contra (3) - CIV Hamed Coulibaly (para a Espanha) - JPN Hirofumi Oda (para a Espanha) - POR Alan (para o Uruguai) - URU Miguel (para Portugal) |